# Манастир Светог Онуфрија
Манастир Светог Онуфрија припада Епархији нишкој Српске православне цркве. Налази се у селу Базовик, на територији Града Пирота. Манастир се налази у близини водопада Бигар на путу Кална - Пирот односно на стотинак метара од слапова и бигрених кадица речице Бигар и око километар од водопада Бигар.

## Прошлост
Нема података о настајању манастира, а први пут се помиње 1576. године у једном запису на маргинама рукописног Псалтира. Овај Псалтир, који се данас чува у Пловдивској библиотеци, обновљен је 1576. године у манастиру светог Онуфрија, руком јеромонаха Нифона, настојањем презвитера Димитрија из Осмакове и попа Цветка из Које. Исти Псалтир повезао је 1663. године јеромонах Атанасије, који у свом запису помиње монаха старца Живка из манастира светог Онуфрија. Овај Псалтир су у Пловдив највероватније однели посетиоци „от Копривштица от Филипе,“ који су 1795. године оставили свој потпис на зиду манастира светог великомученика Георгија у селу Темска.
Манастир је неколико пута разаран и обнављан, а према подацима Духовног суда у Нишу из 1899. године, манастирска црква је из темеља изграђена 1868. године. Како су свештеници темске парохије чули у народу, манастир потиче из 13. века.
Манастир територијално припада атару села Базовик, које се у турском попису из 1446. године налази у вилајету Знепоља у данашњој Бугарској. У овом попису манастир се не помиње, тако да је највероватније подигнут касније.
Манастир је дуго био празан, а нема никаквих назнака да су у њему икада живели монаси. Пре Другог светског рата, у манастирском конаку је живео свештеник Никола Китановић, након чије смрти манастир остаје потпуно празан, због чега је запуштен.

## Манастир данас
Уз помоћ надлежних државних институција, 2003. године започела је обнова манастира. Свети Престо је преправљен, под је поплочан, обновљен је манастирски конак и подигнута нова звонара. Манастир је поново освећен 25. јуна 2007. године руком Његовог Преосвештенства епископа нишког господина Иринеја, када је у манастиру обновљен монашки живот.

## Галерија
- Manastir Svetog Onufrija
- Manastir Sv Onfurija Velikog u blizini slapova i vodopada Bigar kod Kalne.
- Manastir Sv Onfurija Velikog